# Dirty South (DJ)
Dragan Roganović, född i Serbien, mest känd som Dirty South, är en DJ, remixproducent och skivproducent från Melbourne, Australien.